# Frank S. McCombs
Frank S. McCombs fue un militar estadounidense que participó en la Revolución mexicana. Nació alrededor de los años 1874 a 1876 en Seattle, hijo de granjeros del estado de Washington que siempre habían sido mercenarios. Sirvió en Grecia durante la  Guerra Gréco-Turca, en China en la Rebelión de los Bóxers, en Nicaragua y para los británicos durante las Guerras de los Bóer y los Estados Unidos en la Guerra Filipino-Estadounidense. Se unió a los insurrectos mexicanos en 1910 durante la Revolución mexicana. Dentro de la tropa le llamaron EL Diablo por su gusto de despertarse en la noche a matar centinelas federales. Luchó en las batallas de Mulato y de Ojinaga. "Tex" O'Reilly lo describió como un “sordo” por su incapacidad hablar español. 